# Avernum
Avernum ist eine sechsteilige Serie von Computer-Rollenspielen, die sich durch epische Geschichten auszeichnen. Sie werden von Spiderweb Software online vertrieben. Zu jedem Teil ist eine Demoversion verfügbar, die rund ein Drittel an Spielzeit der Vollversion enthält. Die Handlung spielt zur Hauptsache in einer unterirdischen Höhlenwelt, die in isometrischen Perspektive dargestellt wird.
Die ersten drei Teile sind ein Remake der Exile-Trilogie, ebenfalls vom Entwickler Jeff Vogel. Blades of Avernum ist chronologisch nach Avernum 3 angesiedelt und erlaubt das Spielen von Geschichten anderer Spieler, welche mit dem enthaltenen Editor erstellt wurden. Teil sechs bildet den Abschluss der Serie und ist 2009 für den Macintosh, 2010 für Windows erschienen. Später wurden einzelne Spiele der Serie auch für Android, Fire OS und iPads veröffentlicht.

## Handlung
Die Serie beginnt mit einer vom Spieler kreierten Gruppe, die vom „Empire“ – der einzigen herrschenden Macht an der Oberfläche – durch ein magisches Portal nach Avernum verbannt wird. Avernum ist ein Höhlensystem tief unter der Erde, erhellt durch Leuchtpilze, bevölkert von anthromorphen Echsen und Katzen, sprechenden Riesenspinnen, Drachen und mehr. Im Laufe der Handlung tritt der Spieler in den Dienst des dortigen Anführers der Menschen, sucht nach einem Weg zurück zur Oberfläche und ermordet dort den Imperator.
Fünf Jahre später versucht das Empire gegen Avernum vorzugehen und trifft dabei auf die „Vahnatai“, die Ureinwohner von Avernum, welche sich in einem Tiefschlaf befanden. Sie stehlen diesen wertvolle Kristalle, wofür die Vahnatai die Bewohner Avernums verantwortlich machen. Die vom Spieler gesteuerte Gruppe nimmt Kontakt zu ihnen auf und vermittelt, woraufhin die beiden Parteien sich gegen das Empire verbünden und es aus den Höhlen vertreiben.
Nach weiteren vier Jahren reiflicher Vorbereitung beschließen die Bewohner Avernums, Spähtrupps an die Oberfläche zu schicken. Dort angekommen stellen sie fest, dass das Empire durch Plagen und dunkle Mächte geschwächt wurde. Als letztes Mittel bittet das Empire die Gruppe des Spielers um Hilfe. Durch die erfolgreiche Zusammenarbeit kehrt für längere Zeit Frieden ein.

## Spielprinzip und Technik
Zu Beginn eines jeden Spiels erstellt der Spieler eine Gruppe aus bis zu sechs Charakteren, einzig die Auswahl der Rassen ab Avernum 2 hat dabei Einfluss auf Dialoge.
Ähnlich Ultima 8 wird das Spiel gänzlich aus einer isometrischen Perspektive gesteuert, Zeit vergeht nur sobald eine Aktion ausgeführt wird. Sobald der Spieler auf feindlich gesinnte Wesen trifft, wird in einen rundenbasierten Kampfmodus gewechselt.
Die ersten drei Spiele der Serie wurden mit Hilfe der Nethergate-Engine erstellt, die von Spiderweb Software für das 1999 erschienene, gleichnamige Rollenspiel entwickelt hatte. Die Teile vier bis sechs der Reihe nutzen die Geneforge-Engine, die ab 2001 für die fünfteilige Geneforge-Spielereihe entwickelt wurde.

## Entwicklungs- und Veröffentlichungsgeschichte
2012 und 2013 erschienen zwei Kompilationen: Avernum Bundle (2012) enthielt die Spiele Avernum IV bis Avernum VI, Avernum: The Complete Saga (2013) enthielt die Teile 1 bis 6 sowie Blades of Avernum.

## Chronologie
| Jahr | Spiel                        | Systeme                                    | Anmerkung                                           |
| ---- | ---------------------------- | ------------------------------------------ | --------------------------------------------------- |
| 2000 | Avernum                      | Macintosh, Windows                         | Remake von Exile: Escape from the Pit (1995)        |
| 2000 | Avernum 2                    | Macintosh, Windows                         | Remake von Exile II: Crystal Souls (1995)           |
| 2002 | Avernum 3                    | Macintosh, Windows                         | Remake von Exile III: Ruined World (1996)           |
| 2004 | Blades of Avernum            | Macintosh, Windows                         |                                                     |
| 2005 | Avernum IV                   | Macintosh, Windows                         |                                                     |
| 2007 | Avernum V                    | Macintosh, Windows                         |                                                     |
| 2009 | Avernum VI                   | Macintosh, Windows                         |                                                     |
| 2011 | Avernum: Escape from the Pit | Android, Fire OS, iPad, Macintosh, Windows | Remake von Avernum; iPadOS-Version heißt Avernum HD |
| 2015 | Avernum II: Crystal Souls    | iPad, Macintosh, Windows                   | Remake von Avernum 2                                |
| 2018 | Avernum III: Ruined World    | Macintosh, Windows                         | Remake von Avernum 3                                |